# ستيفاني كووليك
ستيفاني كووليك (بالإنجليزية: Stephanie Kwolek) (و. 1923 – 2014 م) هي كيميائية من الولايات المتحدة الأمريكية . ولدت في نيو كنسينغتون . وكانت عضوة في الأكاديمية الوطنية للهندسة .
توفيت في ويلمنغتون (ديلاوير)، عن عمر يناهز 91 عاماً.. عرفت باختراع ألياف كيفلار. كانت ذات أصول بولندية، وامتدت مسيرتها في شركة دوبونت لأكثر من 40 عامًا. اكتشفت أول عائلة من الألياف الاصطناعية ذات القوة والصلابة الاستثنائية: بولي بي فينيلين تيرفثالاميد.
حصلت كووليك على قلادة لافوازييه للإنجاز الفني المتميز من شركة دوبونت تكريمًا لاكتشافها. وحتى فبراير 2015، كانت الموظفة الوحيدة التي حصلت على هذا التكريم. وفي عام 1995 أصبحت رابع امرأة تضاف إلى قاعة مشاهير المخترعين الوطنيين. فازت كووليك بالعديد من الجوائز عن عملها في كيمياء البوليميرات، بما في ذلك القلادة الوطنية للتكنولوجيا، وجائزة الإنجاز لمعهد البحوث الصناعية، وقلادة بيركين.

## نشأتها وتعليمها
ولدت كووليك لوالدين مهاجرين بولنديين في ضاحية بيتسبرغ في مدينة نيو كنسينغتون بولاية بنسيلفانيا عام 1923. توفي والدها جون كووليك عندما كانت في العاشرة من عمرها. كان عالم طبيعة هاويًا، قضت كووليك ساعات معه في استكشاف عالم الطبيعة، وقت طفولتها. نسبت اهتمامها بالعلم إليه، واهتمامها بالموضة إلى والدتها نيلي كووليك.
في عام 1946، حصلت كووليك على درجة البكالوريوس في الكيمياء من كلية مارغريت موريسون كارنيغي بجامعة كارنيغي ميلون. خططت كووليك لتصبح طبيبة، آملة أن تتمكن من كسب ما يكفي من المال من وظيفة مؤقتة متعلقة بالكيمياء للالتحاق بالمدرسة الطبية.

## مسيرتها المهنية في دوبونت
عرض وليام هيل شارتش، وهو مرشد مستقبلي، منصبًا على كووليك في شركة دوبونت في مدينة بافالو بولاية نيويورك عام 1946. كان هذا الشاغر متاحًا؛ لتواجد الرجال في الخارج في الحرب العالمية الثانية.
كانت كووليك تنوي العمل مع دوبونت بشكل مؤقت فقط؛ لجمع المال بهدف دراسة الطب. وعندما وجدت العمل ممتعًا، قررت البقاء والانتقال إلى ويلمينغتون، ديلاوير، عام 1950 مع دوبونت. ثم ابتكرت كيفلار بعد عشر سنوات مع الشركة. وفي عام 1959، فازت بجائزة نشر من الجمعية الكيميائية الأمريكية، وهي أول جائزة لها من بين الجوائز العديدة. أظهرت الورقة البحثية، خدعة حبل نايلون، طريقة لإنتاج النايلون في دورق (كوب زجاجي) بدرجة حرارة الغرفة. ولا تزال التجربة شائعة في الفصول الدراسية، ووسعت العملية لتشمل متعدد الأميد ذي الوزن الجزيئي العالي. وفي عام 1985، سجلت كووليك وزملاؤها، براءة اختراع لطريقة لإعداد بوليميرات PBO وPBT.

### كيفلار
أثناء عملها مع دوبونت، اخترعت كووليك «كيفلار». توقعًا لنقص في البنزين، في عام 1964، بدأت مجموعتها في البحث عن ألياف خفيفة الوزن لكنها قوية، لاستخدامها في الإطارات. شكلت البوليميرات التي كانت تعمل معها في ذلك الوقت، بلورة سائلة في محلول كان يجب أن يغزل عن طريق الذوبان بدرجة حرارة تزيد عن 200 درجة مئوية (392 درجة فهرنهايت)، ما أنتج أليافًا أضعف وأقل صلابة. وكان تخفيض درجات الحرارة هذه إلى ما بين 0 و40 درجة مئوية (32 و104 درجة فهرنهايت)؛ من أحد التقنيات الفريدة في مشاريعها الجديدة وعملية بلمرة التكاثف المنصهر.
أوضحت لاحقًا في خطاب عام 1993:
«كان المحلول منخفض اللزوجة، عكرًا، براقًا أثناء التحريك، وحليبي المظهر، بشكل غير مألوف. محاليل البوليميرات التقليدية تكون عادة واضحة أو شبه شفافة ولها لزوجة العسل بشكل أكثر أو أقل. بدا المحلول الذي أعددته متبددًا ولكنه كان قابلًا تمامًا للترشيح من خلال مرشح دقيق. كان هذا محلول بلوري سائل، لكنني لم أكن أعرفه في ذلك الوقت».
عادة ما يرمى هذا النوع من المحلول الملبد بعيدًا. غير أن كووليك أقنعت الفني تشارلز سمولن، الذي يدير المغزال، باختبار محلولها. وفوجئت عندما وجدت الألياف الجديدة لا تنكسر، على عكس النايلون عادة. لم يكن أقوى من النايلون فحسب، كان كيفلار أقوى خمس مرات من الفولاذ بالوزن. أدرك كل من المشرف عليها ومدير المختبر، أهمية اكتشافها، وسرعان ما نشأ مجال جديد من كيمياء البوليميرات. استحدث كيفلار جديد بحلول عام 1971. تعلمت كووليك أن الألياف من الممكن أن تصبح أقوى من خلال معالجتها حراريًا. جزيئات البولمير التي تكون على شكل قضبان أو أعواد ثقاب، موجهة بشكل كبير، ما يعطي كيفلار قوته غير العادية. وواصلت كووليك البحث في مشتقات كيفلار المدارة حراريًا التي تحتوي على مجموعات الكلور والأليفات.

### تطبيقات كيفلار
لم تكن كووليك منخرطة في تطوير التطبيقات العملية لكيفلار. بمجرد إبلاغ كبار مديري دوبونت بالاكتشاف، عينوا على الفور مجموعة كاملة للعمل على جوانب مختلفة، كما قالت. مع ذلك، واصلت كووليك التحقيق في الكيمياء في مشتقات كيفلار لدوبونت. لم تحقق أربحًا من منتجات دوبونت، لأنها وقعت على براءة اختراع كيفلار للشركة.
يستخدم كيفلار كمادة في أكثر من 200 تطبيق، بما في ذلك مضارب التنس، الزلاجات، خيوط المظلات، القوارب، الطائرات، الحبال، الكابلات، والسترات الواقية من الرصاص. واستخدمت في إطارات السيارات، وأحذية رجال الإطفاء، وعصي الهوكي، والقفازات المقاومة للقطع، والسيارات المدرعة. أيضًا أستخدم في مواد البناء الواقية مثل المواد المضادة للقنابل، والغرف الآمنة للأعاصير، وتعزيزات الجسور. خلال أسبوع وفاة كووليك، بيعت سترة واحدة مقاومة للرصاص المصنوعة من كيفلار. يستخدم كيفلار أيضًا في بناء الهواتف الخلوية؛ كما في هاتف درويد رزر من موتورولا.

## الجوائز والتكريمات
حصلت كووليك على قلادة لافوازييه للإنجاز الفني المتميز من شركة دوبونت في عام 1995 لاكتشافها كيفلار، باعتبارها «عالمة تجريبية ونموذجًا أدى اكتشافه لمادة البوليميدات البلورية السائلة إلى ألياف الكيفلار» في وقت وفاتها عام 2014، كانت لا تزال الموظفة الوحيدة التي حصلت على هذا التكريم. وحقق اكتشافها إيرادات بلغت عدة مليارات من الدولارات لدوبونت، باعتباره صاحب عملها آنذاك، ولكنها لم تستفد من ذلك ماليًا بشكل مباشر.
في عام 1980، حصلت كووليك على جائزة الرائد الكيميائي من المعهد الأمريكي للكيميائيين، وجائزة الاختراع الإبداعي من الجمعية الكيميائية الأمريكية. وفي عام 1995، أضيفت كووليك إلى قاعة مشاهير المخترعين الوطنيين. وفي عام 1996، حصلت على القلادة الوطنية للتكنولوجيا وجائزة الإنجاز لمعهد البحوث الصناعية. وحصلت على قلادة بيركين من الجمعية الكيميائية الأمريكية عام 1997. في عام 2003 أدرجت إلى قاعة الشهرة الوطنية للمرأة.
ومنحت شهادات فخرية من جامعة كارنيغي ميلون في عام 2001، ومعهد وورسستر للعلوم التطبيقية في عام 1981، وجامعة كلاركسون في عام 1997.
تمنح الجمعية الملكية للكيمياء جائزة «تيفاني إل كووليك» كل سنتين «للاعتراف بالمساهمات الاستثنائية في مجال كيمياء المواد من عالم يعمل خارج المملكة المتحدة».

## تقاعدها
في عام 1986، تقاعدت كووليك كمساعد أبحاث في دوبونت. ولنهاية حياتها، عملت مستشارة لدوبونت، وفي كل من المجلس الوطني للبحوث والأكاديمية الوطنية للعلوم. قدمت 17 أو 28 براءة اختراع خلال 40 سنة كعالمة بحوث.
كانت كثيرًا ما تدرس الطلاب الكيمياء. ابتكرت وكتبت العديد من الإثباتات التي لا تزال تستخدم في المدارس حتى اليوم، مثل خدعة حبل النايلون.
توفيت كووليك عن عمر يناهز 90 عامًا في 18 يونيو 2014.

## التعليم
تعلمت في Margaret Morrison Carnegie College ‏، وجامعة كارنيجي ميلون

## مناصب وهيئات
أدارت دو بونت (1946–1986).

## جوائز
حصلت على جوائز منها:
- جائزة لملسون ومعهد ماساتشوستس للتكنولوجيا [الإنجليزية]‏ (1999)
- ميدالية بيركن [الإنجليزية]‏ (1997)
- قلادة العلوم الوطنية الأمريكية في مجال التكنولوجيا والإبتكار (1986)[42]
- وسام هوارد بوتس (1976)
- قاعة الشهرة الوطنية للمرأة
- عضوية قاعة مشاهير ديلاوير للنساء [الإنجليزية]‏
- المرأة في التكنولوجيا الدولية.